# Norsjötjärnarna (Skellefteå socken, Västerbotten, 719151-171158)
Norsjötjärnarna är en sjö i Skellefteå kommun i Västerbotten och ingår i Skellefteälvens huvudavrinningsområde.